# 多之鄉站
多之鄉站（日语：／ Ōnogō eki */?）是位於日本高知縣須崎市妙見町、隸屬於四國旅客鐵道（JR四國）的鐵路車站。車站編號為K17。本站現時主要停靠普通列車，在2006年12月至2009年3月，JR四國曾開設「Weekend Express 高知」／「Home Express 高知」時，下行班次列車會停靠（上行班次並不行經本站），而由2013年3月16日起，因應學生及上班族的使用需要，每天增設上下行各兩班特急列車停靠。
因應業務重整，本站於2010年10月1日降格為無人站，同時加置自動售票機。

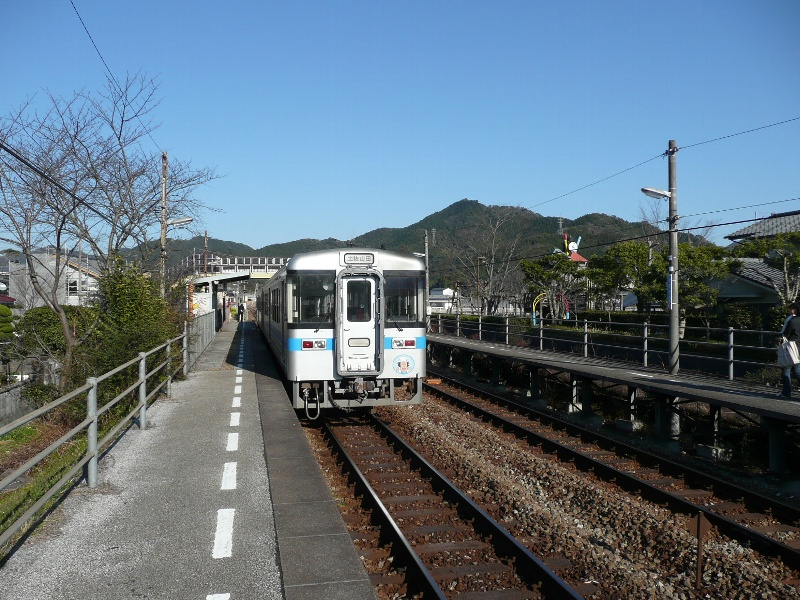
月台(2008年3月)

## 車站構造
車站為舊式單層木建築，原設有站務室及候車室。無人化後，站務室現時閉鎖中。設有自動售票機。本站設有側式月台2個，提供2面2線的月台配置。靠近站舍為1號月台，為主軌道，最高時速為100km/h；2號月台為副線，屬待避側線設計，限速為60km/h。兩邊月台都曾作擴建，現時月台長度可容納6輛列車。
向吾桑方向的月台末端設有平交道，連接2號月台和站舍。旁邊有一條行人天橋，但並不是車站設施，亦無法通往月台和站舍。

### 月台配置
| 月台 | 路線    | 方向 | 目的地             |
| ---- | ------- | ---- | ------------------ |
| 1    | ■土讚線 | 上行 | 高知、土佐山田方向 |
| 2    | ■土讚線 | 下行 | 須崎、窪川方向     |

## 歷史
- 1942年6月20日：以「多之鄉信號場」名義設立。
- 1945年9月1日：信號場廢止。
- 1946年7月10日：信號場再開。
- 1947年6月1日：升格為車站，改名為「多之鄉站」[3]。
- 1987年4月1日：日本國鐵分割民營化，車站的營運由JR四國及JR貨物繼承。
- 1992年10月1日：貨物托運服務取消，貨物站廢止。同時間專為大阪水泥廠高知工場的專用路軌亦一併停用。
- 2010年9月1日：無人化，加裝自動售票機。
- 2013年3月16日：增設部份特急列車靠。

## 相鄰車站
※部分停靠此站的特急「南風」「足摺」的相鄰停靠站參見各列車條目。
四國旅客鐵道（JR四國）
■土讚線
吾桑（K16）－多之鄉（K17）－大間（K18）